# Rafael Ramón Conde Alfonzo
Rafael Ramón Conde Alfonzo (13 de julho de 1943 – 10 de dezembro de 2020) foi um bispo católico romano venezuelano.

## Biografia
Conde Alfonzo nasceu em Caracas e aos 12 anos ingressou no seminário menor, formando-se como bacharel em humanidades. Mais tarde iniciou os estudos no Seminário Maior “Santa Rosa de Lima”, na capital venezuelana, onde estudou filosofia e teologia. Após ser ordenado diácono, em 1967 foi enviado a Roma, onde obteve a licença em Direito Canônico na Pontifícia Universidade Gregoriana. Foi ordenado sacerdote em 8 de dezembro de 1968, por José Humberto Cardeal Quintero Parra e incardinado na arquidiocese de Caracas.
Na Arquidiocese de Caracas desempenhou diversas funções, incluindo Vice-Reitor do Seminário San José de El Hatillo, professor de Direito Canônico no mesmo Seminário; Chanceler da Cúria Arquidiocesana, notário do Tribunal Eclesiástico, Decano da Catedral de Caracas, membro da Comissão Nacional de Codificação; Vigário Judicial do Tribunal Eclesiástico e membro do Colégio de Consultores e do Conselho Presbiteral.
Nomeado pelo Papa João Paulo II como bispo titular de Bapara e auxiliar da arquidiocese de Caracas em 2 de dezembro de 1995, recebeu a ordenação episcopal em 6 de janeiro seguinte, na Basílica de São Pedro em Roma, pelas mãos de João Paulo II; os principais co-consagradores foram os arcebispos da Cúria Giovanni Battista Re e Jorge María Mejía.
Em 21 de agosto de 1997 foi nomeado Bispo Coadjutor de La Guaira e em 18 de março de 1999 Bispo de Margarita. O Papa Bento XVI o transferiu em 12 de fevereiro de 2008 para a Diocese de Maracay, onde foi instalado a 26 de abril.
O Papa Francisco aceitou sua renúncia por idade em 19 de julho de 2019.
Mons. Conde Alfonzo morreu aos 77 anos, após sofrer de cancro no pâncreas.